# Tue Bjørn Thomsen
Tue Bjørn Thomsen (21. december 1972 Egedesminde i Grønland – 23. april 2006 København) var en dansk, professionel bokser, der boksede i vægtklassen cruiservægt.
Han debuterede som professionel i 1997 og boksede sin sidste kamp i 2002. Han nåede 24 kampe med sejre i de 22, 1 nederlag og en uafgjort i sin sidste kamp.
Han har tidligere været verdensmester i vægtklassen hos forbundet IBC.
Tue Bjørn Thomsen blev den 23. april 2006 stukket ned udenfor café Vinbaren i det indre København og afgik kort efter ved døden 33 år gammel. Han havde på drabstidspunktet aftalt bryllup med kæresten Marianne, der bar på deres fælles ufødte barn.
Den 29-årige Josef Muna fra Nørrebro blev 26. april 2006 sigtet for knivdrabet og 2. november 2006 ved et nævningeting i Østre Landsret idømt 12 års fængsel.

## Eksterne links
- Tue Bjørn Thomsen Arkiveret 2. december 2014 hos  Wayback Machine - teampalle.dk
- Øjenskadet Tue Bjørn Thomsen fik sejr - Jyllands-Posten 1. april 2000
- Tue Bjørn Thomsen igen tiltalt for vold (Webside ikke længere tilgængelig) - JydskeVestkysten 15. november 2000
- Tue Bjørn Thomsen stadig mester Arkiveret 15. januar 2022 hos  Wayback Machine - Kristeligt Dagblad 22. september 2001
- En personlig fortælling - Kniven i hjertet (Webside ikke længere tilgængelig) (podcast)
- Mesterbokser stukket ihjel - TV 2 Nyhederne 23. april 2006
- Tue bisættes i dag - BT 28. april 2006
- Boksevennerne samlet til grådkvalt afsked: Farvel Tue Arkiveret 2. december 2014 hos  Wayback Machine - teampalle.dk
- Tue Bjørn Thomsens drabsmand fik 12 år - Ekstra Bladet 2. november 2006
- 12 år for drabet ved Vinbaren - Jyllands-Posten 2. november 2006
- 12 års fængsel for bokser-drab - avisen.dk 2. november 2006
- Drabssager 2006 Arkiveret 23. juni 2014 hos  Wayback Machine - drabssageridanmark.beboer2650.dk